# Winfried Menrad
Winfried Menrad (n. 10 februarie 1939 - d. 26 august 2016), a fost un om politic german, membru al Parlamentului European în perioada 1999-2004 din partea Germaniei. 
1. ↑  Winfried Menrad
2. ↑  Deputații în Parlamentul European